# Schadler
Der Schadler (2948 m ü. M.) ist ein Gipfel in der Sesvennagruppe an der Grenze zwischen der Schweiz und Italien. Er liegt nordöstlich von S-charl im Unterengadin und südwestlich des Schlinigpasses, dem  Talende des Schlinigtals im Südtiroler Vinschgau. Der Gipfel ist nicht sonderlich selbständig; zum etwa einen Kilometer nordwestlich liegenden Piz Rims (3067 m ü. M.) weist er nur eine Schartenhöhe von 43 Metern auf. Nach Osten hin, ins Vinschgau, bietet der Schadler im Gegensatz zu seinem nordwestlichen Nachbarn aber eine freiere Sicht.

## Lage und Umgebung
Der Schadler ist Teil des Bergstocks nördlich des Val Sesvenna und befindet sich etwas mehr als einen halben Kilometer nordnordwestlich der Fuorcla Sesvenna (2819 m ü. M.). Er bildet die erste Erhebung im Grat, der von der Fuorcla Sesvenna über den Piz Rims zum höchsten Punkt der Kette, dem Piz Cristanas (3092 m ü. M.) verläuft. 1½ Kilometer südöstlich ragt der recht markante Föllakopf (2890 m ü. M.) auf. Zwischen beiden Gipfeln eingebettet liegt auf einer Höhe von 2638 m ü. M. der Sesvennasee, ein kleiner Bergsee.

## Besteigung
Der übliche Anstieg erfolgt von Süden, von der Fuorcla Sesvenna über den zunächst breiten Rücken, der im oberen Teil schmaler wird. Für diesen unschwierigen Anstieg benötigt man etwa 20 Minuten. Die Fuorcla Sesvenna kann man einerseits von der Südtiroler Seite durch das Schlinigtal und über die Sesvennahütte erreichen, andererseits vom Unterengadin von S-charl durch das Val Sesvenna. Meist wird der Schadler im Zuge einer Besteigung des Piz Rims bzw. des Piz Cristanas überschritten.